# Предел желаний
«Предел желаний» (другое название «Того же и вам — вдвойне» (англ. The Same to You Doubled) — юмористический рассказ Роберта Шекли 1970 года. Рассказ написан с великолепным юмором и сарказмом, высмеивает некоторые из человеческих грехов — зависть и гордыню.

## Сюжет
К некоему господину Эдельштейну, что живёт в Нью-Йорке, является посланник ада и предлагает в дар три желания. Но с условием, что его злейший враг получит то же самое, но в два раза больше. При этом выясняется, что самый злейший враг и завистник — человек, которого Эдельштейн считал своим другом — Эдвард Самуэль Манович.
Без особого толка истратив два желания, Эдельштейн в конце концов желает себе абсолютно идеальную жену, разумно предположив, что Манович не сможет выдержать удвоенный предел мужских желаний.

## Разное
Рассказ был озвучен Владом Коппом и DJ Инкогнито в рамках проекта «Модель для сборки».
По мотивам рассказа в России в 2009 году был снят фильм «Третье желание».